# Bogskär

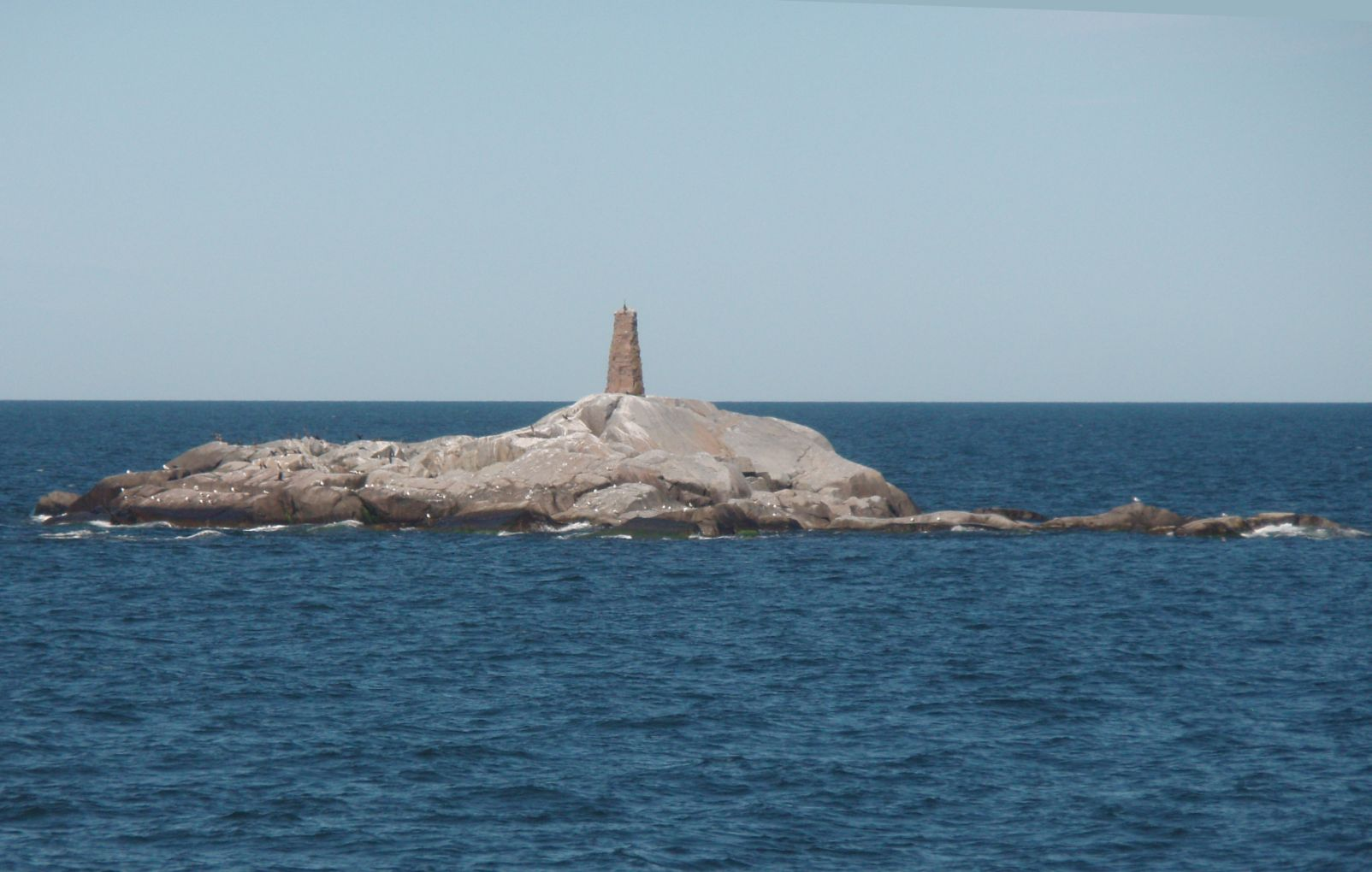
Bogskärs båk, auf Stora Bogskär, einer winzigen Insel etwa 5 km ostnordöstlich vom Leuchtturm Bogskär

Bogskär ist eine kleine Gruppe von finnischen Inseln zwischen Ostsee und Bottnischem Meerbusen. Sie liegen im südlichsten Teil Finnlands und werden von der Gemeinde Kökar der Ålandinseln verwaltet.

## Lage
Die Entfernung zu den nächsten großen Inseln in Kökar, Föglö und Lemland beträgt über 50 Kilometer. Schweden liegt gut 40 km westlich.
Bogskär ist so abgelegen, dass es getrennt vom finnischen Küstenmeer liegt und über eigene, separate Hoheitsgewässer verfügt. Bis 1995 waren seine Hoheitsgewässer vom Rest Finnlands getrennt. Als die Hoheitsgewässer von 4 sm (7,4 km) auf12 sm (22,2 km) erweitert wurden, entstand ein zusammenhängendes Hoheitsgebiet.

## Bedeutung
Die Gesamtfläche des Seegebietes um die kleinen Felsinseln beträgt weniger als 6 km². Die Landfläche ist insgesamt unbedeutend und zu klein für eine wirtschaftliche Nutzung. Die Lage am relativ engen Übergang von der Ostsee in den Bottnischen Meerbusen, im nordwestlichen Zufahrtsbereich zum Finnischen Meerbusen und zum Hafen Stockholm, verliehen den Inseln durch ihre Lage an wichtigen Schifffahrtsrouten eine strategische Bedeutung. 1856 wurde Schlachten des ausgehenden Krimkrieges hier ausgefochten. 1915 verminten deutsche Schiffe im Rahmen von „Gotland-Raid“ das Gebiet und es kam in der Folge zu Seegefechten.